# Ile-Oluji-Okeigbo
Ile-Oluji-Okeigbo è una città della Nigeria appartenente allo stato di Ondo ed è capoluogo dell'omonima area a governo locale (local government area). Estesa su una superficie di 698 chilometri quadrati, conta una popolazione di 172.870 abitanti.